# Seznam avstralskih filmskih režiserjev
Seznam avstralskih filmskih režiserjev.

## A
- Sunny Abberton
- Dominic Allen
- Richard James Allen
- Louise Alston
- Pino Amenta
- Stephen Amis
- Mario Andreacchio
- Luke Anthony
- Hartney Arthur
- Neil Armfield
- Gillian Armstrong
- Oscar Asche
- Daniel Askill
- Igor Auzins
- Phillip Avalon
- Violeta Ayala
- Tony Ayres

## B
- Bruce Beresford
- Wayne Blair

## C
- Ken Cameron
- Santo Cilauro
- Robert Connolly
- Russell Crowe
- Paul Cox

## D
- John Duigan

## E
- Joel Edgerton
- Adam Elliot
- Colin Englert

## G
- Alister Grierson

## H
- Rolf de Heer (nizozemsko-avstralski)
- John Hillcoat

## J
- Mark Joffe

## K
- Shaun Katz
- Jane Kennedy
- (Sara Kern)
- Andrew Kotatko

## L
- Samantha Lang
- Ben Lewin
- Baz Luhrmann
- Robert Luketic

## M
- Greg McLean
- James McTeigue
- George Miller
- Trisha Morton-Thomas
- Shannon Murphy

## N
- Phillip Noyce

## P
- Alex Proyas (grško-avstralski)

## R
- Nicholas Roeg?

## S
- Fred Schepisi
- Yahoo Serious
- Cate Shortland
- Jeremy Simms
- Rob Sitch
- Kriv Stenders

## T
- James McTeigue
- Brian Trenchard-Smith

## W
- James Wan
- Peter Weir